# Meigle
Meigle är en by i Perth and Kinross, Skottland. Byn är belägen 6 km 
från Alyth. Orten har 357 invånare (1971).